# Buxus benguellensis
Buxus benguellensis är en buxbomsväxtart som beskrevs av Ernest Friedrich Gilg. Buxus benguellensis ingår i släktet buxbomar, och familjen buxbomsväxter. Utöver nominatformen finns också underarten B. b. hirta.